# Intrapersonell intelligens
Intrapersonell intelligens är förmågan att känna sig själv och att ha kunskap om sin verklighet.
Människor med intrapersonell intelligens är duktiga på att rannsaka sitt liv på ett objektivt sätt via intrapersonell kommunikation och äger förmåga att leva upp till de mål i livet man eftersträvar. Intrapersonellt intelligenta människor är ofta mycket medvetna om sitt emotionella tillstånd såsom tanke, känsla och vilja. De kan finna nöje i självreflexion och självanalys, såsom att dagdrömma och utforska sina mänskliga förhållanden. De avlägger tid för att analysera egna problem och befrämja sin styrka. En potentiell karriär för en med intrapersonell intelligens kan vara författarskap. Sätt att träna upp sin intrapersonella intelligens är genom att föra journal (dagböcker m.m.). Det är viktigt att utveckla en handlingsplan genom att exempelvis hålla schema över speciella områden (sömn, fysisk aktivitet, arbete, studier etc) för att avverka delmål.